# 罗德里戈·巴尔博扎·田畑
罗德里戈·巴尔博扎·田畑（葡萄牙語：Rodrigo Barbosa Tabata；1980年11月19日－），出生于巴西圣保罗州的阿拉萨图巴，职业足球运动员，司职中场，拥有巴西和卡塔尔双重国籍，为第三代日裔，现效力于卡塔尔星级足球联赛的赖扬体育俱乐部。
2015年8月，田畑入选卡塔尔国家足球队集训名单，于8月17日对阵林茨的训练赛中登场，并在2018年世界杯亚洲区资格赛第二轮卡塔尔对阵香港足球代表队的比赛中完成首秀。

## 荣誉

### 球會
桑托斯
- 圣保罗州联赛冠軍 : 2006, 2007

賴揚
- 卡塔尔星级足球联赛冠軍 : 2015–16
- 卡塔爾埃米爾盃冠軍 : 2013
- 卡塔爾謝赫賈西姆盃冠軍 : 2012、2013、2018

萨德
- 卡塔爾盃冠軍 : 2020、2021
- 卡塔爾埃米爾盃冠軍 : 2014、2020
- 卡塔爾謝赫賈西姆盃冠軍 : 2014

### 个人
- 卡塔尔星级足球联赛年度球员：2011/12